# Hvidehavet
Hvidehavet (russisk: Белое море, tr. Beloje more) er et farvand beliggende i det nordlige Rusland. Hvidehavet er en vig af Barentshavet.

## Geografi
Hvidehavet har et areal på ca. 90.000 km² og gennemsnitsdybden er på ca. 90 m. 
Havet er omgivet af Karelen i vest, Kolahalvøen i nord og Kaninhalvøen i nordøst. Barentshavet er forbundet med Hvidehavet gennem den 50 km brede Hvidehavshals og længere inde deler havet sig i Mesen-, Dvina-, Onega- og Kandalaksjabugten. Hvidehavet er forbundet med Østersøen ved floder og kanaler: via Hvidehavskanalen til søen Onega, videre ved floderne Svir og Neva til Sankt Petersborg.

## Klima
Klimaet er kontinentalt med varme somre og kolde vintre, hvor havet dog kun delvist dækkes af is. Hvidehavet er islagt mellem oktober og maj, men sejlruter holdes åbne med isbrydere.

## Historie
Den vigtige havneby Arkhangelsk ligger ved Hvidehavet. I mange hundrede år har byen været hovedcentrum for international handel over havet, fra vikingerne og håløygene i tidlig middelalder til englændere i 1500-tallet og hollændere i 1600-tallet. 
Ottar fra Hålogaland fortalte, at han havde besøgt Hvidehavet (norrøn: Gandvik) i forbindelse med handel så tidligt som på 800-tallet. Allerede da var der en bosættelse på bredden af Nordlige Dvina, sandsynligvis i det område, hvor Arkhangelsk ligger i dag. Nordmænd skal også have drevet sælfangst i hvidehavsområdet. Handelsfolket ved Hvidehavet kaldtes pomorer (folket ved havet), og de kendes fra pomorhandelen med Nordnorge, som havde sin blomstringstid i 1800-tallet. 
I moderne tid har området haft en vigtig russisk militærbase for undervandsbåde.
Klosteret på Solovetskij-øerne i Hvidehavet var i flere hundrede år det religiøse hovedsæde i Nordvestrusland. Klosteret har haft to glansperioder: den ene i 1500-tallet, da den første store kirke og kampestensmuren blev bygget, den anden i 1800-tallet da der blev bygget ny kirke, skibsværft (med blandt andet en af Ruslands første tørdokke) og kraftværk. Der blev også anlagt botanisk have ved klosteret. Lige efter den russiske revolution i 1917 og Lenin havde overtaget styret, oprettede han landets første Gulaglejr på øerne, som eksisterede frem til 2. verdenskrig. Efter krigen blev klosteret brugt til marineskole. Først i 1992 fik den russiske kirke kontrol over klosteret igen.